# Arcidiocesi di Merauke
L'arcidiocesi di Merauke (in latino Archidioecesis Meraukensis) è una sede metropolitana della Chiesa cattolica in Indonesia. Nel 2021 contava 211.000 battezzati su 385.496 abitanti. È retta dall'arcivescovo Petrus Canisius Mandagi, M.S.C.

## Territorio
L'arcidiocesi comprende le reggenze indonesiane di Boven Digoel, Merauke e Mappi nella provincia di Papua meridionale.
Sede arcivescovile è la città di Merauke, dove si trova la cattedrale di San Francesco Saverio.
Il territorio si estende su 91.243 km² ed è suddiviso in 34 parrocchie.

### Provincia ecclesiastica
La provincia ecclesiastica di Merauke, istituita nel 1966, comprende quattro suffraganee:
- la diocesi di Jayapura, eretta come prefettura apostolica nel 1949, elevata al rango di vicariato apostolico nel 1954, e poi di diocesi nel 1966;
- la diocesi di Manokwari-Sorong, eretta come prefettura apostolica nel 1959, elevata al rango di diocesi nel 1966;
- la diocesi di Agats, eretta nel 1969;
- la diocesi di Timika, eretta nel 2003.

La provincia ecclesiastica si estende sull'intera parte indonesiana dell'isola di Nuova Guinea, la Nuova Guinea Occidentale.

## Storia
Il vicariato apostolico di Merauke fu eretto il 24 giugno 1950 con la bolla Ad Evangelii di papa Pio XII, ricavandone il territorio dal vicariato apostolico di Amboina (oggi diocesi).
Il 15 novembre 1966 il vicariato apostolico è stato elevato al rango di arcidiocesi metropolitana con la bolla Pro suscepto di papa Paolo VI.
Il 29 maggio 1969 ha ceduto una porzione del suo territorio a vantaggio dell'erezione della diocesi di Agats.

## Cronotassi dei vescovi
Si omettono i periodi di sede vacante non superiori ai 2 anni o non storicamente accertati.
- Herman Tillemans, M.S.C. † (25 giugno 1950 - 26 giugno 1972 dimesso)
- Jacobus Duivenvoorde, M.S.C. † (26 giugno 1972 - 30 aprile 2004 ritirato)
- Nicolaus Adi Seputra, M.S.C. (7 aprile 2004 - 28 marzo 2020 dimesso)[1]
- Petrus Canisius Mandagi, M.S.C., dall'11 novembre 2020[2]

## Statistiche
L'arcidiocesi nel 2021 su una popolazione di 385.496 persone contava 211.000 battezzati, corrispondenti al 54,7% del totale.
| anno | popolazione | popolazione | popolazione | presbiteri | presbiteri | presbiteri | presbiteri                | diaconi | religiosi | religiosi | parrocchie |
| anno | battezzati  | totale      | %           | numero     | secolari   | regolari   | battezzati per presbitero | diaconi | uomini    | donne     | parrocchie |
| ---- | ----------- | ----------- | ----------- | ---------- | ---------- | ---------- | ------------------------- | ------- | --------- | --------- | ---------- |
| 1970 | 69.129      | 93.942      | 73,6        | 51         | 23         | 28         | 1.355                     |         | 56        | 42        |            |
| 1980 | 88.240      | 113.000     | 78,1        | 26         | 3          | 23         | 3.393                     |         | 43        | 31        |            |
| 1990 | 106.809     | 180.619     | 59,1        | 29         | 2          | 27         | 3.683                     |         | 36        | 33        |            |
| 1999 | 129.650     | 243.254     | 53,3        | 32         | 4          | 28         | 4.051                     |         | 33        | 35        |            |
| 2000 | 132.929     | 247.000     | 53,8        | 32         | 5          | 27         | 4.154                     |         | 33        | 42        |            |
| 2001 | 133.202     | 231.086     | 57,6        | 32         | 5          | 27         | 4.162                     |         | 31        | 47        |            |
| 2002 | 134.066     | 231.933     | 57,8        | 32         | 6          | 26         | 4.189                     |         | 31        | 54        | 26         |
| 2003 | 137.117     | 235.229     | 58,3        | 34         | 7          | 27         | 4.032                     |         | 30        | 48        | 26         |
| 2004 | 140.220     | 244.440     | 57,4        | 33         | 7          | 26         | 4.249                     |         | 29        | 51        | 26         |
| 2011 | 226.200     | 345.600     | 65,5        | 39         | 9          | 30         | 5.800                     |         | 42        | 90        | 29         |
| 2016 | 189.000     | 320.552     | 59,0        | 52         | 14         | 38         | 3.634                     |         | 48        | 97        | 32         |
| 2019 | 218.700     | 399.400     | 54,8        | 53         | 20         | 33         | 4.126                     |         | 44        | 95        | 34         |
| 2021 | 211.000     | 385.496     | 54,7        | 56         | 19         | 37         | 3.767                     | 1       | 45        | 122       | 34         |